# Étienne Bazeries

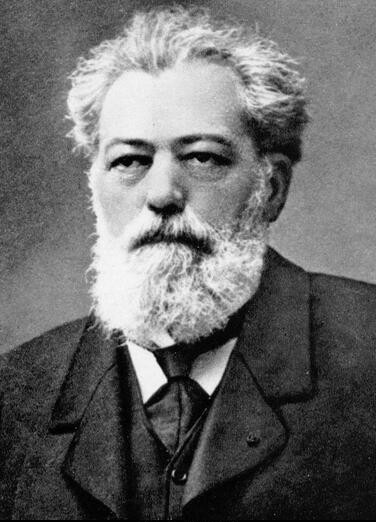
Étienne Bazeries.

Étienne Bazeries (Port-Vendres, 21 de Agosto de 1846 — 7 de Novembro de 1931) foi um criptoanalista militar francês activo entre 1890 e a Primeira Guerra Mundial. Destacou-se por ter desenvolvido o cilindro de Bazeries, uma versão melhorada do cilindro de Jefferson. A máquina de cifra M-94 do Exército dos Estados Unidos beneficiou dessa invenção.